# Frank Forde
Francis Michael Forde (18 de julio de 1890 – 28 de enero de 1983) fue un político australiano que se desempeñó como Primer Ministro de Australia entre el 6 al 13 de julio de 1945. Ocupó el cargo tras la muerte de John Curtin, y es el primer ministro australiano con el mandato más corto en toda su historia.
Nació en Mitchell, Queensland, siendo hijo de inmigrantes irlandeses. Perteneció al Partido Laborista, y fue inicialmente elegido a la Asamblea Legislativa de Queensland en 1917, a la edad de 26 años. En las elecciones de 1922, alcanzó a ser miembro de la Cámara de Representantes por el distrito de Capricornia. Fue ministro de Comercios y Aduanas en 1931.